# Wavrechain-sous-Faulx
Wavrechain-sous-Faulx é uma comuna francesa na região administrativa de Altos da França, no departamento do Norte. Estende-se por uma área de 3.8 km². Em 2010 a comuna tinha 400 habitantes (densidade: 105,3 hab./km²).